# Saveiro

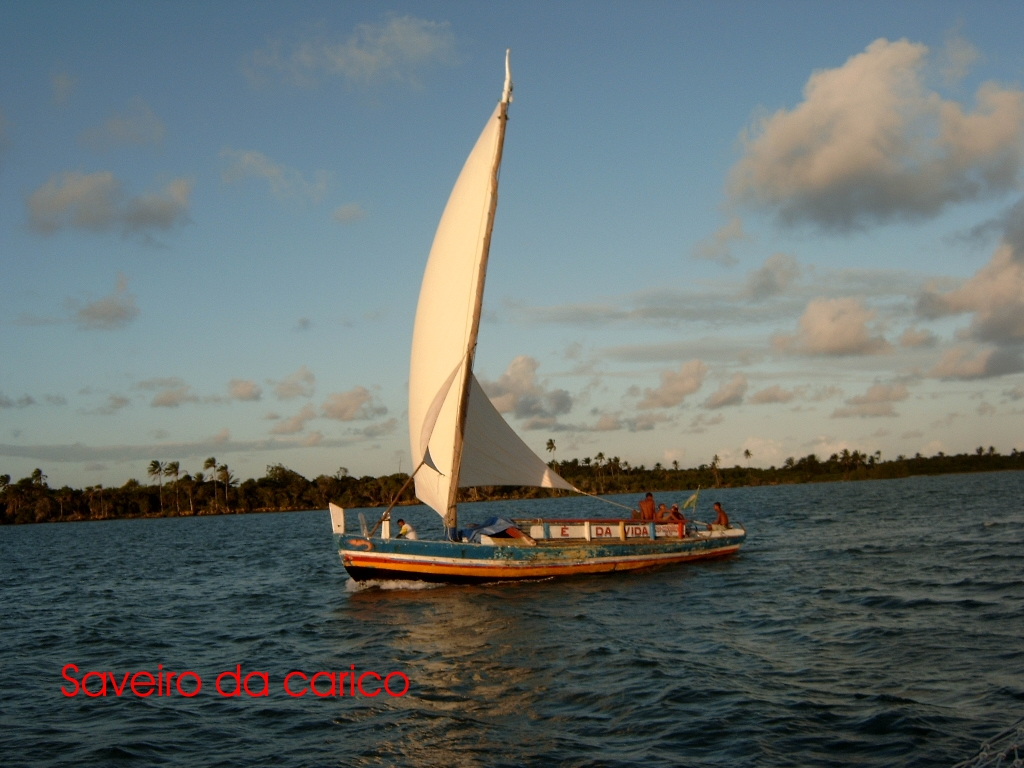

Il saveiro è un tipo di imbarcazione tradizionale brasiliana costruita esclusivamente in legno. 
Questo tipo di imbarcazione con albero e vela viene utilizzato per il trasporto, la pesca e il turismo. È di uso comune in alcune regioni del Brasile, come lo stato di Bahia. Viene utilizzata anche in Portogallo. Ha un fondo piatto e la prua a becco. 

## Storia
La storia dei primi saveiros si intreccia con quella della scuola di Sagres. Si ritiene che questa organizzazione, creata probabilmente nel XV secolo, sia all'origine dei saveiros. Dal Portogallo, i saveiros vennero introdotti nel Brasile coloniale.

## Costruzione
La costruzione di un saveiro avviene in maniera artigianale. Non c'è un'ingegneria complessa, tutto è fatto a mano. Il falegname crea cornici e assi secondo le necessità, rendendo ogni saveiro unico. Nonostante la costruzione non standardizzata, basata esclusivamente sull'esperienza e sulle conoscenze del costruttore, i saveiros hanno la reputazione di essere ottime imbarcazioni per il mare, con un'idrodinamica particolarmente efficiente.